# Baungon, Bukidnon
Baungon là một đô thị loại 3 ở phía bắc tỉnh Bukidnon, Philippines. Đô thị này có cự ly khoảng 132 km về phía bắc Thành phố Malaybalay.
Theo điều tra dân số năm 2000, đô thị này có dân số 26.695 người trong 5.141 hộ với 13.325 cử tri.

## Các đơn vị hành chính
Baungon được chia thành 16 barangay.
| - Balintad - Buenavista - Danatag - Kalilangan - Lacolac - Langaon - Liboran - Lingating | - Mabuhay - Mabunga - Nicdao - Imbatug (Pob.) - Pualas - Salimbalan - San Vicente - San Miguel |